# Кућели
Кућели (до 2001. године Кучели) су насељено место у саставу општине Матуљи у Приморско-горанској жупанији, Република Хрватска.

## Историја
До територијалне реорганизације у Хрватској налазили су се у саставу старе општине Опатија.

## Становништво
На попису становништва 2011. године, Кућели су имали 455 становника.

## Попис1991.
На попису становништва 1991. године, насељено место Кучели је имало 236 становника, следећег националног састава:
| Попис 1991.‍  | Попис 1991.‍  | Попис 1991.‍ | Попис 1991.‍ | Попис 1991.‍ |
| ------------ | ------------ | ----------- | ----------- | ----------- |
|              |              |             |             |             |
| Хрвати       | Хрвати       |             | 186         | 78,81%      |
| Срби         | Срби         |             | 8           | 3,38%       |
| Муслимани    | Муслимани    |             | 5           | 2,11%       |
| Словенци     | Словенци     |             | 4           | 1,69%       |
| Немци        | Немци        |             | 1           | 0,42%       |
| Руси         | Руси         |             | 1           | 0,42%       |
| Црногорци    | Црногорци    |             | 1           | 0,42%       |
| неопредељени | неопредељени |             | 21          | 8,89%       |
| непознато    | непознато    |             | 9           | 3,81%       |
| укупно: 236  |              |             |             |             |